# Proasellus leysi
Proasellus leysi là một loài chân đều trong họ Asellidae. Loài này được Magniez & Henry miêu tả khoa học năm 2001.